# Macchi M.6
Macchi M.6 là một mẫu thử tàu bay tiêm kích của Ý năm 1917.

## Quốc gia sử dụng
- Italy

## Tính năng kỹ chiến thuật
Dữ liệu lấy từ Green, William, and Gordon Swanborough The Complete Book of Fighters: An Illustrated Encyclopedia of Every Fighter Aircraft Built and Flown, New York: SMITHMARK Publishers, 1994, ISBN 0-8317-3939-8
Đặc điểm tổng quát
- Kíp lái: 1
- Chiều dài: 8.15 m (26 ft 8⅞ in)
- Chiều cao: 3.00 m (9 ft 10 in)
- Diện tích cánh: 29.00 m2 (312.16 ft2)
- Trọng lượng rỗng: 760 kg (1.675 lb)
- Trọng lượng có tải: 1.030 kg (2.271 lb)
- Powerplant: 1 × Isotta-Fraschini V.4B, 139 kW (187 hp) mỗi chiếc

Hiệu suất bay
- Vận tốc cực đại: 189 km/h (117 mph)
- Thời gian bay: 3 giờ

Vũ khí trang bị
- 1 × Súng máy Vickers 7,7-mm (0.303-inch)